# EUROAVIA

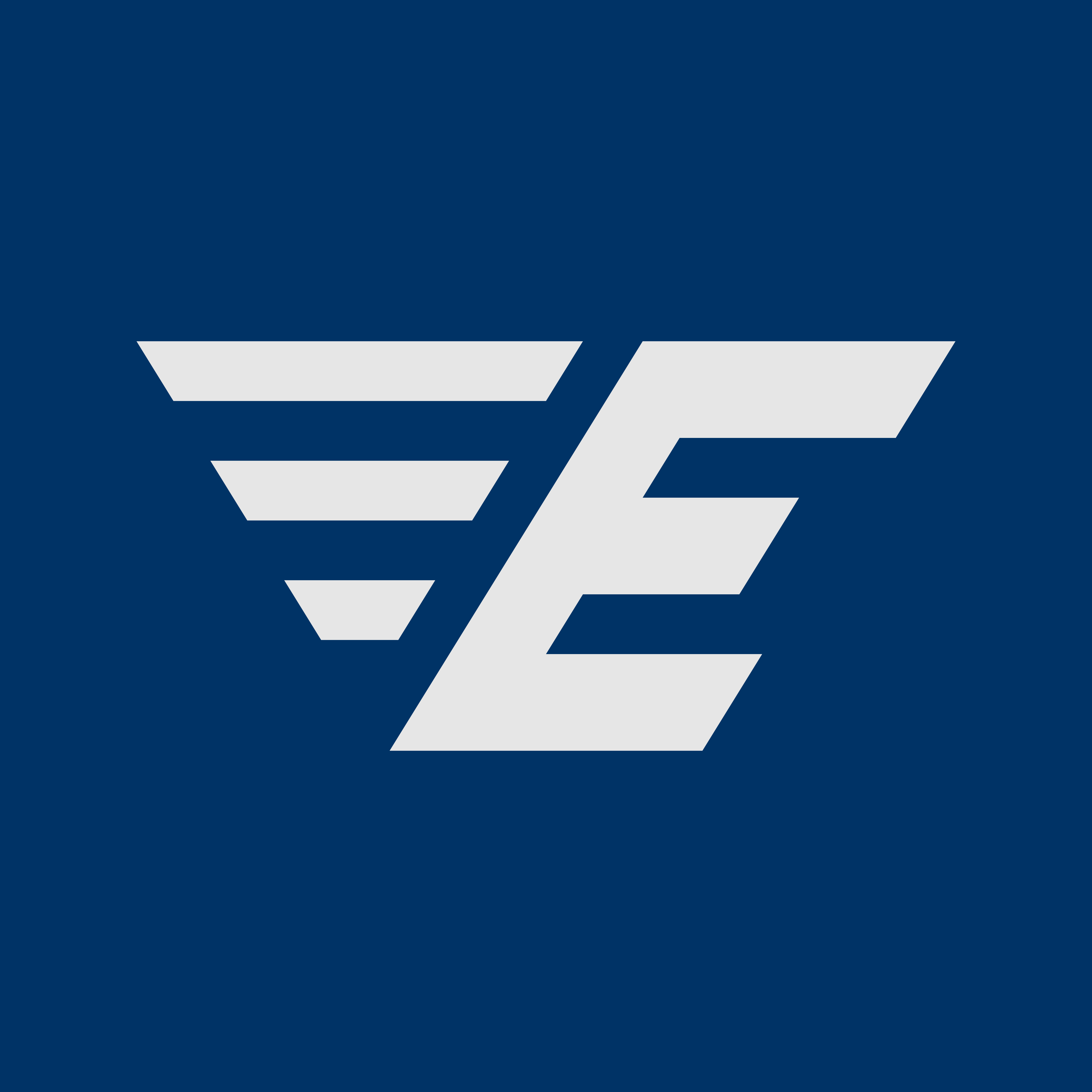
Logo atual da EUROAVIA

EUROAVIA - Associação Europeia de Estudantes de Aeroespacial (European Association of Aerospace Students) é uma organização sem fins lucrativos fundada em 1959  por estudantes europeus e orientada pela lei holandesa.
O objetivo de todas as atividades da EUROAVIA é o de reforçar as ligações entre os estudantes e a indústria aeroespacial, bem como estimular e familiarizar, entre os seus membros, a partilha de culturas de diferentes países associados aos ramos aerospacial e de engenharia.
Desde 2023, a EUROAVIA conta com mais de 43 Grupos Locais (Sociedades Afiliadas) em 17 países de toda Europa e Africa, incorporando mais de 2000 membros na totalidade. No fim da década de 1990, a EUROAVIA tornou-se num membro afiliado da Agência Espacial Europeia (ESA), o que permitiu brotar mais oportunidades aos seus membros. Os Grupos Locais organizam uma série de eventos; alguns exemplos são o Air Cargo Challenge, o Rocket Workshop, o Leadership Workshop e o Train New Trainers (TNT).

## História
Em 1956, um grupo de estudantes em Aachen, Alemanha, foram inspirados pela ideia de fundar uma associação que tivesse capacidade de juntar todos os Estudantes Aerospaciais Europeus. Em 1958, estes juntaram-se com estudantes de Delft, Paris e Pisa e decidiram chamar por todos os outros estudantes para um encontro geral. Neste encontro, estiveram presentes 30 estudantes de 10 universidades em 4 países diferentes. Os Estatutos oficiais foram apresentados e aceites a 16 de março de 1959. EUROAVIA começou oficialmente a 1 de Maio de 1959.
O ano de 1960 marcou o primeiro ano comercial da associação, sob a orientação do primeiro Conselho Internacional representado pelo Grupo Local de Aachen. O primeiro presidente, Jean Roeder contemplou o seu sonho dar frutos com o  nascimento da EUROAVIA. O primeiro ano trouxe estudantes de vários países da Europa e permitiu criar uma ligação fixa na indústria.
Em 2013, EUROAVIA expandiu geograficamente as suas fronteiras para fora da Europa quando o Membro Adjunto Kourou juntou-se à associação. Além disso, em Setembro de 2016, a associação deu as boas vindas ao novo Membro Adjunto Prospetivo do Egito, Zewail City, conectando estudantes de engenharia aerospacial de todo o mundo.

## Estrutura
Atualmente, a EUROAVIA é composta por tês pilares fundamentais: o Concelho Internacional (International Board - IB), as Sociedades Afiliadas (Affiliated Societies - AS) e os Grupos de Trabalho (Working Groups - WG).

### Concelho Internacional
O Concelho internacional (IB) é um conselho de diretores da EUROAVIA, elegido anualmente durante um congresso. Estes representam a associação a nível internacional e são responsáveis pelo funcionamento geral da associação. O IB é formado por pelo menos 3 membros: Presidente, Secretário, Tesoureiro e Vogais (Executive Members). O poder, deveres e responsabilidades do Concelho Internacional estão definidos nos Estatutos e Leis da EUROAVIA.

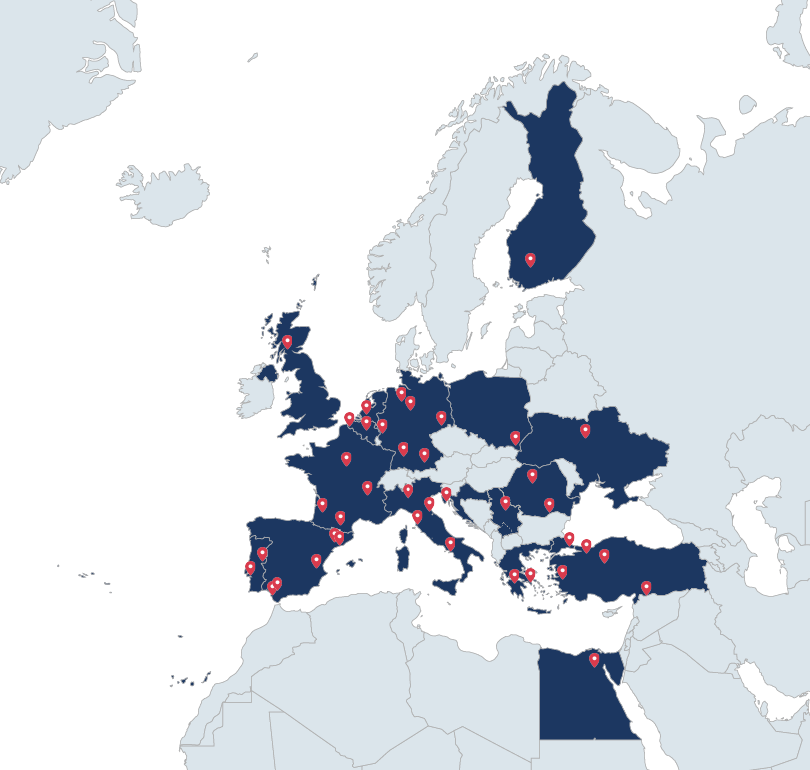
Mapa representando todas as AS, PAS e AM da associação EUROAVIA (2024)

### Sociedades Afiliadas
A EUROAVIA é uma associação estudantil internacional com vários Grupos Locais pela Europa, que espalha e vive a alma da EUROAVIA e define valores comuns baseado em trabalho duro, inovação, consciência cultural, trabalho de equipa e trabalho sob uma rede internacional. Atualmente, a EUROAVIA conta com 43 grupos locais em 17 países num total de mais de 2000 membros.
A tabela seguinte apresenta todas as AS, AM e PAS representadas na EUROAVIA, atualizado depois do EMEAC 2024.
| Nome do Grupo Local | Cidade        | País          | Universidade                                                  |
| ------------------- | ------------- | ------------- | ------------------------------------------------------------- |
| AS Aachen           | Aachen        | Alemanha      | Universidade Técnica da Renânia do Norte-Vestefália em Aachen |
| AS Ankara           | Ancara        | Turquia       | Universidade Técnica do Médio Oriente                         |
| AS Athens           | Atenas        | Grécia        | Universidade Técnica Nacional de Atenas                       |
| AS Beograd          | Belgrado      | Sérvia        | Universidade de Belgrado                                      |
| AS Bordeaux         | Bordéus       | França        | Arts et Métiers, campus de Bordéus-Talence                    |
| AS Bremen           | Bremen        | Alemanha      | Universidade Cidade das Ciências Aplicadas                    |
| AS Braunschweig     | Brunsvique    | Alemanha      | Universidade Técnica de Brunsvique                            |
| AS București        | Bucareste     | Roménia       | Universidade Politécnica de Bucareste                         |
| AS Cádiz            | Cádis         | Espanha       | Universidade de Cádis                                         |
| AM Cairo            | Cairo         | Egito         | Cidade Zewail de Ciência, Tecnologia e Inovação               |
| AS Castelldefels    | Castelldefels | Espanha       | Universidade Politécnica da Catalunha                         |
| AS Cluj-Napoca      | Cluj-Napoca   | Roménia       | Universidade Técnica de Cluj-Napoca                           |
| AS Covilhã          | Covilhã       | Portugal      | Universidade da Beira Interior                                |
| AS Delft            | Delft         | Países Baixos | Universidade Técnica de Delft                                 |
| AS Dresden          | Dresden       | Alemanha      | Universidade Técnica de Dresden                               |
| AS Forlì-Bologna    | Forlì         | Itália        | Universidade de Bolonha                                       |
| PAS Glasgow         | Glasgow       | Reino Unido   | Universidade de Glasgow                                       |
| PAS Gaziantep       | Gaziantepe    | Turquia       | Universidade de Gaziantep                                     |
| AS Istanbul         | Istambul      | Turquia       | Universidade Técnica de Istambul                              |
| PAS Izmir           | Esmirna       | Turquia       | Universidade de Economia de Esmirna                           |
| AS Kocaeli          | Cocaeli       | Turquia       | Universidade Técnica de Gebze                                 |
| PAS Kyiv            | Kiev          | Ucrânia       | Instituto Politécnico de Kiev Igor Sikorsky                   |
| AS Leuven           | Lovaina       | Bélgica       | Universidade Católica de Lovaina                              |
| AS Lisboa           | Lisboa        | Portugal      | Instituto Superior Técnico                                    |
| PAS Lyon            | Lyon          | França        | Instituto Nacional das Ciências Aplicadas de Lyon             |
| PAS Milano          | Milão         | Itália        | Universidade Politécnica de Milão                             |
| AS München          | Munique       | Alemanha      | Universidade Técnica de Munique                               |
| AS Napoli           | Nápoles       | Itália        | Universidade de Nápoles Federico II                           |
| PAS Oeiras          | Oeiras        | Portugal      | Universidade Atlântica                                        |
| AS Oostende         | Ostende       | Bélgica       | Universidade de Ciências Aplicadas de VIVES                   |
| AS Paris            | Paris         | França        | EPF- Escola de Engenheiros                                    |
| AS Patras           | Patras        | Grécia        | Universidade de Patras                                        |
| AS Pisa             | Pisa          | Itália        | Universidade de Pisa                                          |
| AS Rzeszów          | Rzeszów       | Polónia       | Universidade da Tecnologia em Rzeszów                         |
| PAS Samsun          | Samsun        | Turquia       | Universidade de Samsun                                        |
| AS Sevilla          | Sevilha       | Espanha       | Universidade de Sevilha                                       |
| AS Stuttgart        | Estugarda     | Alemanha      | Universidade de Estugarda                                     |
| AS Terrassa         | Terrassa      | Espanha       | Universidade Politécnica de Catalunha                         |
| AS Tampere          | Tampere       | Espanha       | Universidade de Tampere                                       |
| AS Toulouse         | Toulouse      | França        | Instituto Superior de Aeronáutica e do Espaço (ISAE-SUPAERO)  |
| AS València         | Valência      | Espanha       | Universidade Politécnica de Valência                          |
| AS Zagreb           | Zagreb        | Croácia       | Universidade de Zagreb                                        |

### Grupos de Trabalho
Grupos de Trabalho são formados por membros voluntários de grupos locais e são responsáveis por manter e realizar projetos internacionais em prol a beneficiar todos os membros da EUROAVIA. No ano comercial de 2024, estavam formados 9 Grupos de Trabalho: 
- Sociedades Afiliadas (AS WG)
- Eventos Internacionais (IE WG)
- Relações Comerciais (BR WG)
- Recursos Humanos (HR WG)
- Comunicação (CM WG)
- Tecnologia da Informação (IT WG)
- Sistema de Treinamento da EUROAVIA (ETS WG)
- Design (DN WG)
- Estatutos e Leis (S&B WG)

## Eventos Internacionais
Os Eventos Internacionais da EUROAVIA são geralmente organizados por um Grupo Local em cooperação com outros órgãos da associação. Todos os membros são por igual, portanto estão todos convidados para os IE.

### Air Cargo Challenge (ACC)
O Air Cargo Challenge é uma competição de engenharia aeronáutica que é organizado a cada dois anos. O principal objetivo é projetar e construir uma aeronave telecomandada que seja capaz de voar com o máximo de carga útil, de acordo com as regras estabelecidas nas regulações da competição.
Este evento permite os participantes melhorarem tantos habilidades técnicas quanto competências.

### Fly-In
Fly-In são eventos não técnicos ao qual a Sociedade Afiliada anfitriã mostra e promove a cultura aeroespacial da área local. Pessoas de diferentes grupos locais juntam-se para participar em diversas atividades, partilhas as suas culturas e o espírito. 

### Symposium
Symposium são eventos técnicos que, através de palestras, workshops, visitas a laboratórios e com empresas, com o objetivo de desenvolver um tópico específico.

### Train New Trainers (TNT)
Train New Trainers é um projeto genuíno da EUROAVIA que mira em implementar o Sistema de Treinamento Interno da EUROAVIA. Este evento é produto dos Grupo de Trabalho Inovação & Desenvolvimento e Grupo de Trabalho Eventos Internacionais.

### Formation Workshop (FoWo)
Formation Workshop é um evento de treinamento interno da EUROAVIA com o objetivo de melhorar a qualidade de operações de um AEROAVIAn. O Formation Workshop deve sempre ser realizado na primeira metade de todo os anos comerciais e é exclusivo a membros da EUROAVIA.

### Rocket Workshop (RoWo)
Rocket Workshop é um evento internacional que foca em expandir as habilidades técnicas dos participantes, enquanto é estimulado o trabalho de equipa. Os participantes aprendem a comunicar de forma eficiente, de modo a lidar com o tempo limite, com o objetivo final de projetar e construir um foguetão. 

## Parcerias e Colaboradores[8]
- ICAS
- AiShed

- IT Aérea
- ALTAIR
- EIIL
- AERO Friedrichshafen
- International Space University
- Junior Entreprises Europe
- CEAS
- BMFA
- EUROCAE
- EASA
- AviAll - Aviation for All
- seac
- PEGASUS

## Citações
1. ↑  «Our History - Mobile - EUROAVIA» (em inglês). 28 de julho de 2023. Consultado em 3 de abril de 2024
2. ↑  «Documents - Statutes and Bylaws - EUROAVIA [Statutes]» (em inglês). 6 de outubro de 2022. p. 1 (Article 2). Consultado em 3 de abril de 2024
3. ↑  «Documents - Statutes and Bylaws - EUROAVIA [Statutes]» (em inglês). 6 de outubro de 2022. p. 1 (Article 3)
4. 1 2  «EUROAVIA Network - EUROAVIA» (em inglês). 7 de setembro de 2022. Consultado em 4 de abril de 2024
5. ↑  «Our History - Mobile - EUROAVIA» (em inglês). 28 de julho de 2023. Consultado em 4 de abril de 2024
6. ↑  «Documents - Statutes and Bylaws - EUROAVIA» (em inglês). 6 de outubro de 2022. Consultado em 5 de abril de 2024
7. ↑  «WG-detail - EUROAVIA» (em inglês). 23 de agosto de 2022. Consultado em 5 de abril de 2024
8. ↑  «Home - EUROAVIA» (em inglês). 1 de abril de 2023. Consultado em 5 de abril de 2024